# Giosuè (nome)
Giosuè  è un nome proprio di persona italiano maschile.

## Varianti
- Maschili: Giòsue[3][4], Gesuè[4][7], Giosuele[3][4], Gesuele[4]
- Femminili: Gesuela[3][4], Gesuella[4]

### Varianti in altre lingue
- Arabo: يوشع (Yushua)[2]
- Aramaico: יֵשׁוּעַ (Yeshu'a)[2]
- Catalano: Josuè[8]
- Ebraico: יְהוֹשֻׁעַ (Yehoshu'a, Yəhošúaʿ, Yəhôšuªʿ)[2][5][9]
- Francese: Josué[2]
- Galiziano: Xosué[8]
- Greco biblico: Ιησους (Ieosus)[2]
- Hawaiiano: Iokua[2]
- Inglese: Joshua[2][8][9]
  - Ipocoristici: Josh[2]
- Latino ecclesiastico: Iosue[1][2][4]
- Olandese: Jozue[2]
- Polacco: Jozue
- Portoghese: Josué[2]
- Spagnolo: Josué[2][8]
- Tardo latino: Jeshua[9], Joshua[9]
- Ungherese: Józsua[2]

## Origine e diffusione

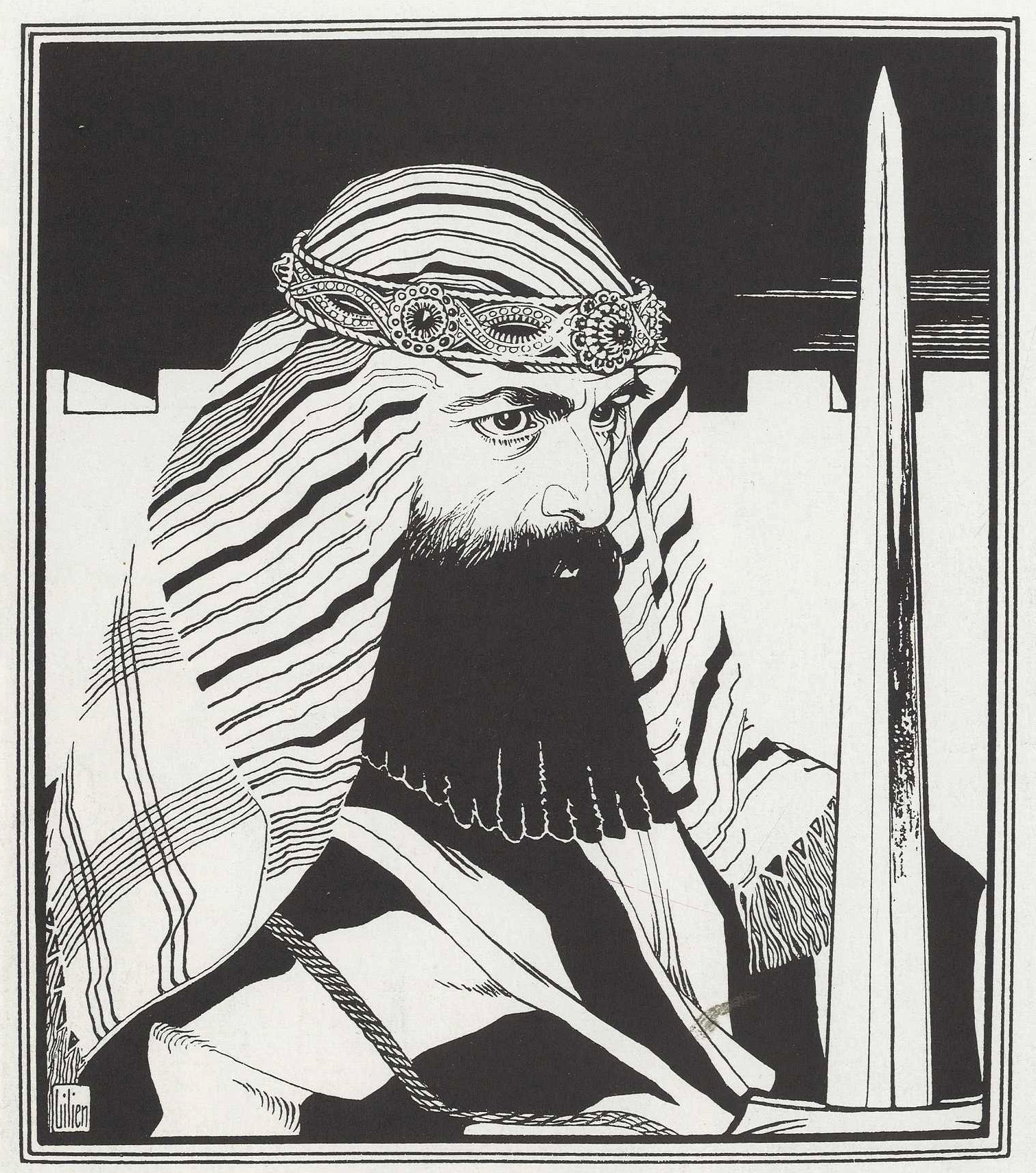
Giosuè in un'illustrazione di Ephraim Moses Lilien

Deriva dal nome ebraico יְהוֹשֻׁעַ (Yehoshu'a), che vuol dire "Yahweh è salvezza", "Dio salva", "salvatore dato da Dio", significato pressoché identico a quello del nome Isaia. Di tradizione biblica, Giosuè fu una delle dodici spie che Mosè inviò nella terra di Canaan, e colui che gli successe come capo degli israeliti alla sua morte.
Il nome "Gesù" è un derivato di Giosuè, essendo nato dalla traduzione greca di יֵשׁוּעַ (Yeshu'a), una forma contratta aramaica di Yehoshu'a. Inoltre, sempre in greco, Yehoshu'a venne reso utilizzando anche il nome Giasone.
Oltre al personaggio biblico, che è anche venerato come santo dalla Chiesa cattolica, alla diffusione del nome in Italia hanno contribuito anche il culto del beato Giosuè, abate di San Vincenzo al Volturno, e la fama dello scrittore Giosuè Carducci e di Giosuè Borsi, il poeta che morì eroicamente su Carso durante la prima guerra mondiale; è diffuso in tutta la penisola, maggiormente nel Sud, con le forme "Gesuè" e "Gesuele" che sono proprie della Sicilia. Le varianti in Ge- sono derivate probabilmente dall'incrocio con "Gesù", mentre quelle terminanti in -ele sono dovute all'influsso di altri nomi biblici quali Samuele e Daniele.
In inglese, nella forma Joshua, è in uso sin dalla Riforma Protestante; negli Stati Uniti risulta tra i dieci nomi maschili più usati per i nuovi nati fin dal 1979.

## Onomastico
L'onomastico viene festeggiato il 1º settembre in memoria di san Giosuè, patriarca, citato nel libro dell'Esodo e, soprattutto, nel libro di Giosuè.

## Persone
- Giosuè Argenti, scultore italiano

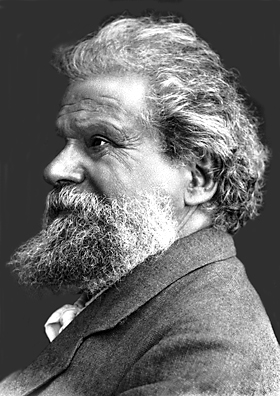
Giosuè Carducci

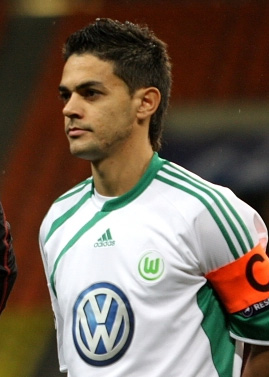
Josué

- Giosuè Boetto Cohen, giornalista, regista e conduttore televisivo italiano
- Giosuè Bonomi, ciclista su strada italiano
- Giosuè Borsi, scrittore italiano
- Giosuè Calaciura, scrittore italiano
- Giosuè Carducci, poeta e scrittore italiano
- Giosuè Cattarossi, vescovo cattolico italiano
- Giosuè Janavel, condottiero italiano
- Giosuè Ligios, politico italiano
- Giosuè Lombardi, ciclista su strada italiano
- Giosuè Ritucci, militare e politico del Regno delle Due Sicilie
- Giosuè Sangiovanni, zoologo italiano
- Giosuè Sanvito, calciatore italiano
- Giosuè Signori, arcivescovo cattolico italiano
- Giosuè Stucchi, calciatore italiano

### Variante Josué
- Josué, calciatore brasiliano
- Josué Ayala, calciatore argentino
- Josué de Castro, attivista brasiliano
- Josué Filipe Soares Pesqueira, calciatore portoghese
- Josué Martínez, calciatore costaricano
- Josué Mayard, calciatore canadese
- Josué Santos, cestista messicano

### Variante Joshua

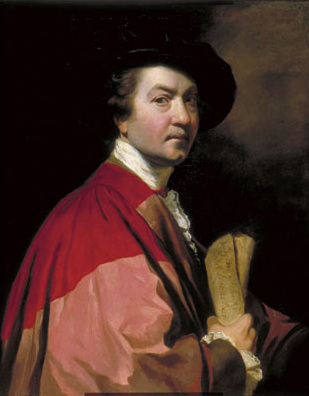
Joshua Reynolds

- Joshua Bell, violinista statunitense
- Joshua Gatt, calciatore statunitense
- Joshua Gomez, attore statunitense
- Joshua Jackson, attore canadese
- Joshua King, calciatore norvegese
- Joshua Lederberg, microbiologo statunitense
- Joshua Radin, cantautore e musicista statunitense
- Joshua Redman, sassofonista e compositore statunitense
- Joshua Reynolds, pittore britannico
- Joshua Slocum, navigatore statunitense

### Variante Yehoshua

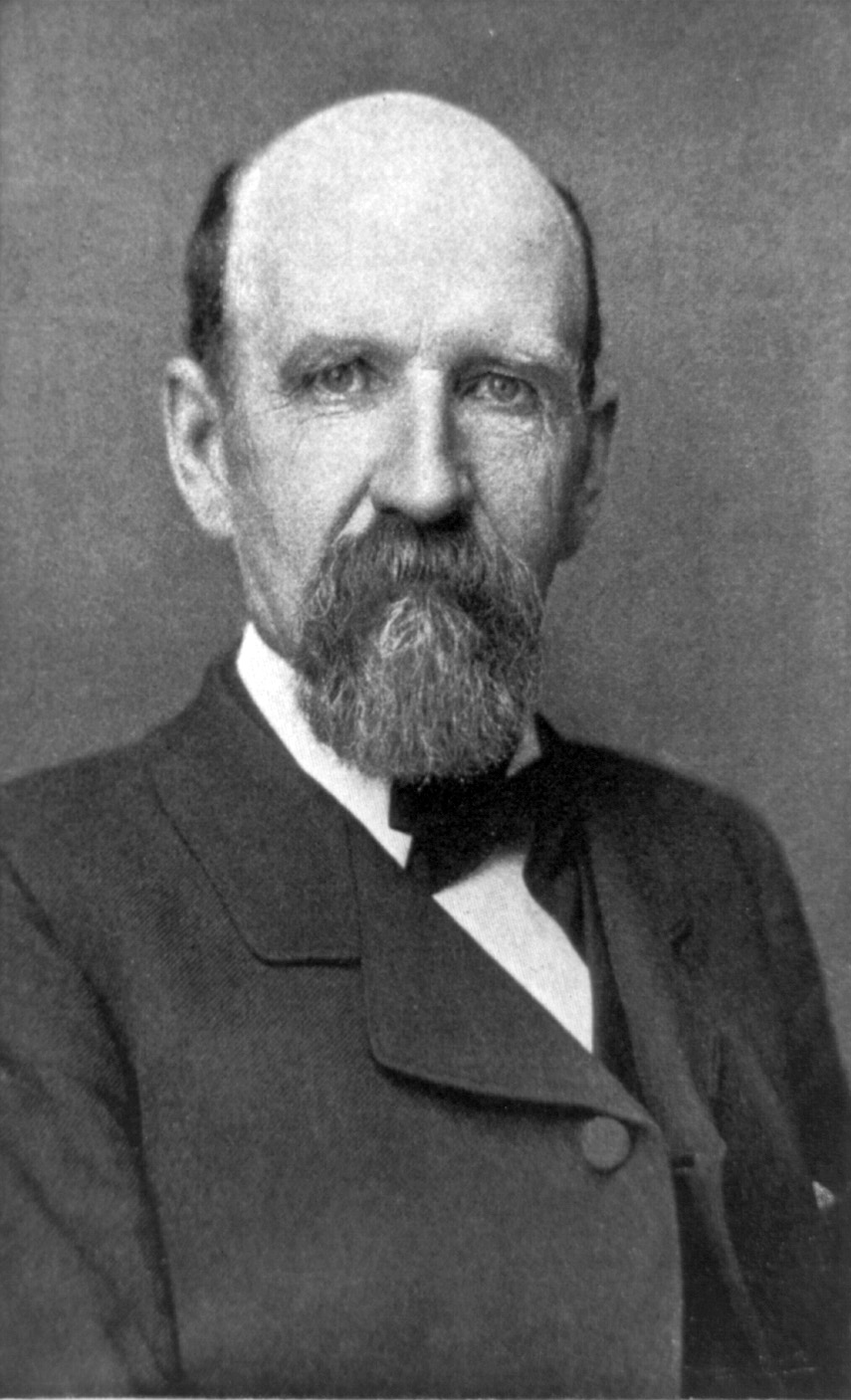
Joshua Slocum

- Yehoshua Bar-Hillel, matematico, filosofo e linguista israeliano
- Yehoshua Feigenbaum, calciatore e allenatore di calcio israeliano
- Yehoshua Glazer, calciatore israeliano
- Yehoshua Kenaz, scrittore e traduttore israeliano
- Yehoshua Shneur Zalman Serebryanski, rabbino, mistico ed educatore bielorusso

### Variante Josh
- Josh Brolin, attore statunitense
- Josh Duhamel, attore e modello statunitense
- Josh Hartnett, attore e produttore cinematografico statunitense
- Josh Holloway, attore statunitense
- Josh Homme, cantante e chitarrista statunitense
- Josh Hutcherson, attore statunitense
- Josh Lucas, attore statunitense
- Josh Peck, attore e comico statunitense
- Josh Radnor, attore, regista e sceneggiatore statunitense
- Josh Taylor, pugile britannico

## Il nome nelle arti
- Joshua Lewis è un personaggio della soap opera Sentieri.
- Josh Nichols è un personaggio della serie televisiva Drake & Josh.
- Giosuè Orefice è un personaggio del film del 1997 La vita è bella, diretto da Roberto Benigni.